# Egling an der Paar
Egling an der Paar je obec v německé spolkové zemi Bavorsko, v zemském okrese Landsberg am Lech ve vládním obvodu Horní Bavorsko.
Žije zde přibližně 2 500 obyvatel.

## Poloha
Sousední obce jsou: Geltendorf, Moorenweis, Prittriching, Schmiechen, Steindorf a Weil.